# Panicum andreanum
Panicum andreanum är en gräsart som beskrevs av Carl Christian Mez. Panicum andreanum ingår i släktet vipphirser, och familjen gräs. Inga underarter finns listade i Catalogue of Life.